# Francesc Xavier Martínez i Juan
Francesc Xavier Martínez i Juan (Ullà, 1973) és un músic, instrumentista de trombó, i compositor conegut amb el pseudònim Martí de Joan.
A l'edat de set anys entrà en el món de la música amb l'estudi del trombó de pistons a la població valenciana de Navarrés. Després d'haver passat per diverses formacions orquestrals, l'any 1999 entrà a la cobla Contemporània com a trompeta, trombó i fiscorn. En l'actualitat (2008) es dedica a la música de ball. L'any 1984 la Unió de Colles Sardanistes el distingí per les seves aportacions a fer de la sardana una festa. Ha estat autor de diverses sardanes, la majoria de les quals enregistrades per la Cobla Contemporània en disc compacte.

## Obres

### Sardanes
(tots els enregistraments són fets de la Cobla Contemporània)
- Amb aire festiu (2002), enregistrada al CD L'Audició 1 (Barcelona: PICAP, 2003)
- Balàfia (2004), enregistrada al CD Contemporanis 4 (Barcelona: PICAP, 2005)
- Benvinguts a l'espectacle (2006), enregistrada al CD Sardaxou 1 (Barcelona: PICAP, 2006)
- Bonanwe (2004), enregistrada al CD Sardaxou 2 (Barcelona: PICAP, 2007)
- El cant Mil·lenari (2003), enregistrada al CD Sardaxou 2
- En Vicenç (2002)
- Festa a la granja (2005), enregistrada al CD Sardaxou 1
- Festera Major (2003), enregistrada al CD L'Audició 3 (Barcelona: PICAP, 2005)
- Grease (2008), basada en el tema de Barry Gibb, enregistrada al CD Sardaxou 3 (Barcelona: PICAP, 2007)
- Nostàlgia, obligada de fiscorn
- Record d'una terra (2002)
- Sol d'Orient (2004), enregistrada al CD Sardaxou 2
- Va d'estius (2009), basada en els temes Te quiero más (de Fórmula Abierta), Macarena (de Rafael Ruiz i Antonio Romero) i Bye, Bye (d'Alejandro Antonio García), i enregistrada al CD Sardaxou 4 (Barcelona: PICAP, 2009)